# Col de Turini
El col de Turini (1607 m s. n. m.) es un puerto de montaña francés localizado en el departamento  de Alpes-Marítimos, en la región de Provenza-Alpes-Costa Azul. Es popular en el mundo del rally debido a que por él transcurre uno de los tramos más conocidos del Rally de Montecarlo, al mismo tiempo que uno de los más famosos del mundo.

## Rally de Montecarlo
El tramo que transcurre por el Col de Turini perteneciente al Rally de Montecarlo, prueba habitual del Campeonato Mundial de Rally que se disputa en el sureste de Francia, tiene su salida en algunas de las localidades vecinas, dependiendo de la edición, como Moulinet, Sospel o La Bollène-Vesubie, asciende los 1607 metros de altitud por una carretera asfaltada y con habitual presencia de nieve. Los pilotos sortean más de treinta horquillas (curvas cerradas), pasan por el punto culminante, que es una recta de apenas 50 metros dotada de hoteles y generalmente con presencia de miles de aficionados, para finalmente terminar en algunas de las localidades mencionadas.
Este tramo también es conocido como "la noche del Turini", debido a que tradicionalmente se disputó durante la noche y en la que los aficionados situados a lo largo del tramos prendía hogueras para soportar la fría noche a la espera del paso de los participantes y en el pasado también se le conoció como "la noche de los cuchillos largos". Tiene una longitud aproximada de 32 km y se disputa tanto a un sentido como a la inversa.

## Ciclismo
La vertiente oeste comienza en Lantosque extendiéndose por una longitud de 15,3 km y un gradiente medio del 7,2 %. La vertiente sureste es más suave, comienza en Sospel y aunque es apenas más larga, la pendiente media es menor, siendo 24 km al 5,2 %. Ambas vertientes tienen una pendiente máxima del 9 %.

### Palmarés

#### Tour de Francia
A continuación se listan los ciclistas que pasaron en primera posición el Col de Turini en las diferentes ediciones del Tour de Francia:
| Año  | Nombre               | País    | Etapa | Inicio etapa | Final etapa |
| ---- | -------------------- | ------- | ----- | ------------ | ----------- |
| 1948 | Louison Bobet        | Francia | 12    | San Remo     | Cannes      |
| 1950 | Jean Robic           | Francia | 15    | Toulon       | Menton      |
| 1973 | Vicente López Carril | España  | 10    | Embrun       | Niza        |
| 2020 | Anthony Perez        | Francia | 2     | Niza         | Niza        |